# Полесский природный заповедник
Поле́сский приро́дный запове́дник (укр. Поліський природний заповідник) — природный заповедник, расположенный в северной части Коростенского района (Житомирская область, Украина), в верховьях реки Уборть. Создан в 1968 году. Площадь — 20 104 га.
Адрес: с. Селезовка, Коростенский р-н, Житомирская обл., 11122, Украина. Телефон — (04148) 63311, 63313.

## История
Создан 12 ноября 1968 года путём объединения трёх лесничеств: Копищанское (6935 га), Перганское (5665 га) и Селезовское (7497 га). Заповедник был создан с целью сохранения типичных природных комплексов Полесья, охраны реликтовых и эндемических растений и животных, воспроизведения и обогащения природных лесов региона.

## Описание
Полесье — плоская низменность с абсолютными высотами в 150—170 м над уровнем моря. Благодаря ветру, на данной территории много дюн и песчаных гряд. Гряда вдоль правого берега Уборти — самая большая.
В итоге почва формировалась на основе осадочных морских отложений. Затем под действием ледника была образована на севере Полесского заповедника прадолина Стыр-Словечна, а также множество отложений обломочного материала горных пород. Единственной преградой для ледника был Словечанско-Овручский кряж. Последний раз ледник гостил в Украинском Полесье около 200 тысяч лет тому назад.
Современный климат на территории Полесского заповедника умеренно влажный, на его континентальность указывают тёплое лето и мягкая зима. Средняя летняя температура здесь составляет +17°С, зимняя — около −7°С. Осадков за год выпадает до 1070 мм.
Почвенный состав типичен для бурозёмов.
В целях экологического просвещения в заповеднике действует Музей природы. Там же собран материал и об этнических особенностях региона. Об этом говорят различные предметы из прошлой жизни местного населения. Известно, что в VI—X вв. на данной территории проживали славяне. Языческие традиции и праздники до сих популярны среди местного населения. Именно в музее собраны языческие идолы, камни-легенды и другие интересные свидетельства.

## Природа
Растительность представлена боровыми и субборовые лесами с характерным подлеском и травянистым покрытием. Преимущественную часть леса составляют молодые сосняки. Доминирующие лесные породы: сосна обыкновенная, пушистая и обвислая берёза, черешчатый дуб. Здесь же присутствуют породы широколиственных и мелколиственных лесов. В лесах встречаются дуб скальный, рододендрон жёлтый, берёза темнокорая и др. Осины с берёзами, черноольшанники встречаются в долинах рек.
Самой крупной рекой заповедника является река Уборть (притокиː Перга, Жолобница, Болотница). Русла этих рек неглубоки, долины широки. Долины включают песчаные холмы и гряды. Озёр в заповеднике нет, однако есть два пруда, которые местные жители зовут озёрами: Дидовэ озеро и Грыбовэ озеро.
Болотные угодья Полесского заповедника, общей площадью 5 тыс. га, по большей части сосредоточены в речных поймах и надпойменных террасах. Они имеют верховой и переходный тип. Сфагновые мхи доминируют на уникальных выпуклых олиготрофных болотах. На юге Перганского лесничества разместился болотный массив Спруды, где произрастает множество реликтов, как то: шейхцерия болотная, клюква мелкоплодная и другие.
В общей сложности флора Полесского заповедника насчитывает 604 вида высших сосудистых растений, 139 — мхов, множество лишайников, грибов и водорослей. В Красную книгу Украины занесено 17 видов растений, в Европейский красный список — два вида (козельцы украинские и смилка литовская).
Особую ценность имеют и представители семейства орхидных и плауновых: гудайера ползущая, любка двулистная, пальчатокоренники Фукса, дифазиаструм приплюснутый, плаун колючий, Траунштейна и майский, ликоподиела пойменная. Высоко ценится и такой обитатель Полесского заповедника и реликт третичного периода, как рододендрон, принадлежащий семейству вересковых. На Полесье распространён рододендрон жёлтый, или азалия понтийская, а по словам местных — дряпоштан. Со времён последнего оледенения сохранились вербы лапландская и черничная, шейхцерия болотная, росичка промежная, сытник бульбистый, осока плавающая, клюква мелкоплодная. Лекарственные растения в заповеднике представлены цмином песочным, зверобоем, брусникой, черникой и прочим.
В заповеднике встречаются 39 видов млекопитающих, 180 — птиц, 7 — пресмыкающихся, 11 — земноводных, 19 — рыб, 537 — насекомых. Самыми распространёнными животными в пределах Полесского заповедника являются лось, кабан, косуля, ондатра, бобр, волк, лисица, белка обыкновенная, заяц-русак, хорёк лесной, ласка и ёж обыкновенный. Временами встречаются в заповеднике рысь и медведь. Бобры своё существование здесь всегда доказывают — строят дамбы. Краснокнижными являются 14 видов животных (барсук, горностай, рысь европейская, выдра речная, заяц-беляк, минога украинская и др.), в то время как в Европейский красный список занесено 6 видов (соня орешниковая, волк, выдра, рысь, коростель и минога украинская).
Самые многочисленные представители орнитофауны заповедника: тетерев, глухарь, рябчик, чёрный аист, куропатка серая, кряква, коршун чёрный и др.
В водоёмах заповедника встречаются щука, сом, линь, вьюн, язь, налим.